# Scholz (Adelsgeschlecht, Breslau)

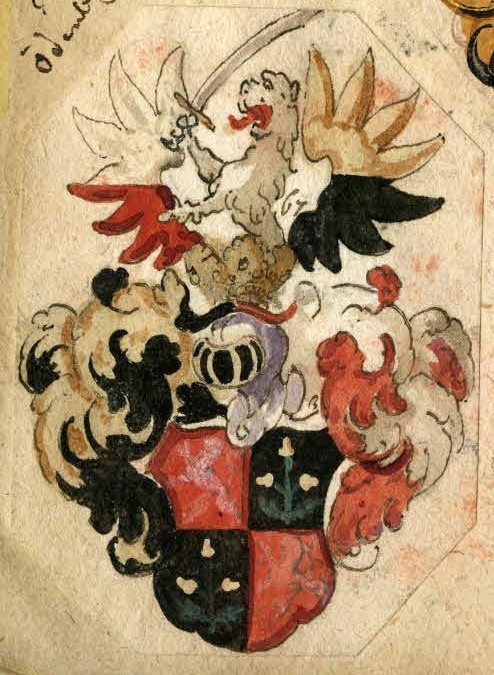
Wappen der Scholz (1622)

Scholz war der Name einer hauptsächlich in Breslau blühenden Familie, teilweise in kaiserlichen Diensten. Der Handelsmann Johann Scholz empfing im Jahr 1622 den böhmischen Adelsstand.

## Geschichte
Ältester Ahnherr der Familie war Hans Scholz, der bei Stuhlweißenburg in kaiserlichen Diensten kämpfte. Über seinen Sohn (oder Nachfahren) Nicolaus Scholz (⚭ eine von Heseler, auch: von Hessler) setzt sich die Stammlinie fort zum genannten Breslauer Bürger und Handelsmann Johann Scholz (* 1570; † 20. April 1624), der am 1. Juni 1622 geadelt wurde. Er war verheiratet mit Susanna von Koye († 1633).
Aus dieser Ehe entstammten:
- Gottfried (* 23. August 1603; † 10. März 1672)
- Johannes
- Georg (* 9. April 1611; † 9. Januar 1672), fürstlich Liechtensteinischer Hofjunker
- Joachim (* 15. Januar 1615; † 9. April 1662)
- Sigismund

Gottfried heiratete die ratsverwandte Susanna von Eben a. d. H. Strachwitz (auch: von Eben und Brunnen; * 9. August 1635; † Januar 1707) und wurde ein Jahr bevor er starb, Ratsherr in Breslau. Er hinterließ drei Kinder:
- Gottfried David († 1706)
- Anna Sophie (19. Mai 1678: ⚭¹ Maximilian Fürst von Kupferberg; 16. Februar 1689: ⚭² Veit Ferdinand von Modrach)[1]
- Susanna (⚭ Hans Georg von Goldbach)

## Wappen
Blasonierung des Wappens von 1622: Quadriert. Felder 1 und 4 in Rot ein rechts gekehrter silberner Löwe; Felder 2 und 3 in Schwarz ein goldener zu Pfahl gestellter Zweig mit drei goldenen Eicheln. Auf dem gekrönten Helm mit rechts schwarz-goldenen und links rot-silbernen Decken ein offener, rechts von Silber über Rot, links von Gold über Schwarz geteilter Flug, dazwischen ein silberner, säbelschwingender Löwe wachsend.
Abbildungen in Siebmachers Wappenbüchern

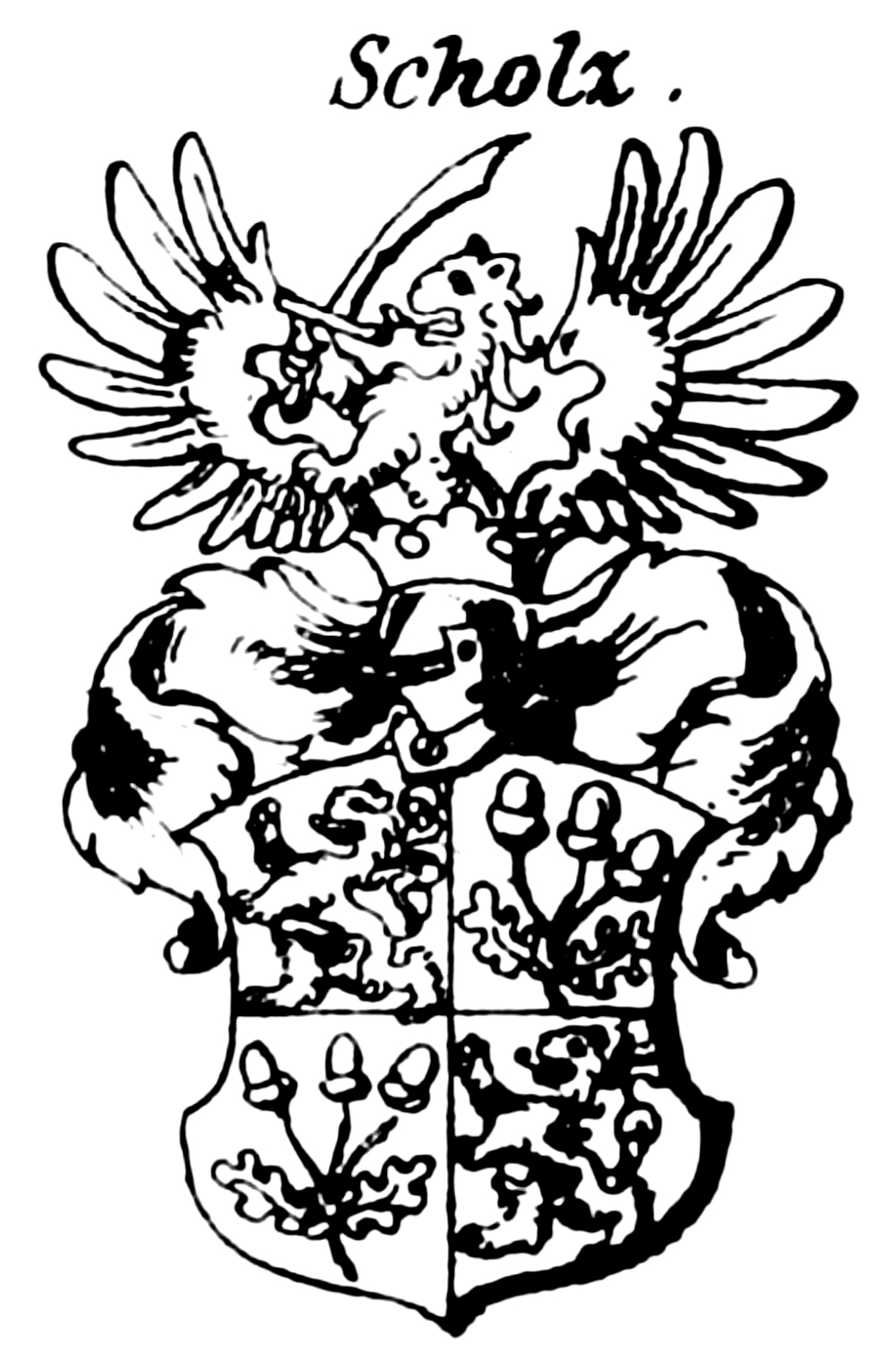
Wappen der bürgerlichen Scholz
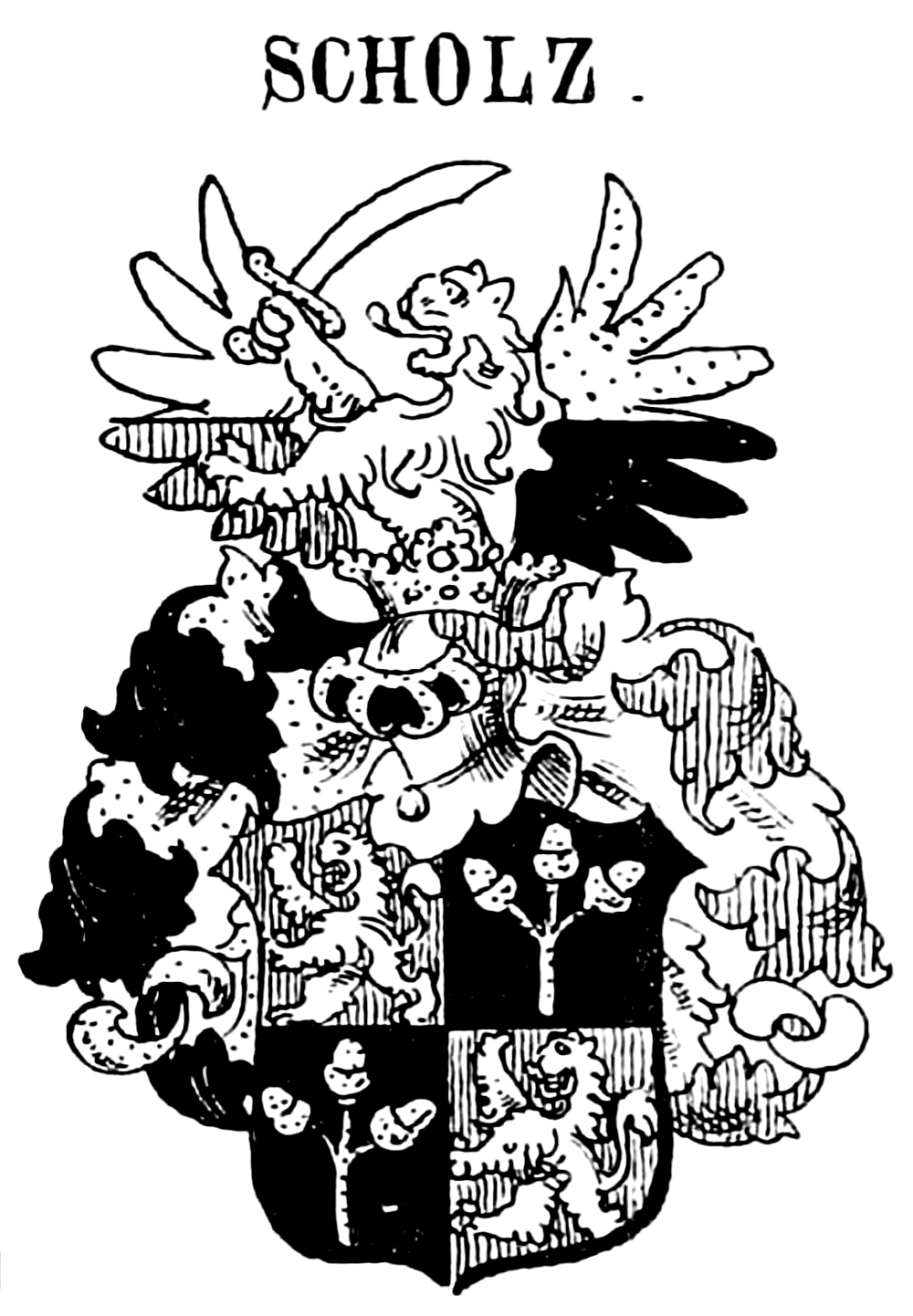
Wappen der adeligen Scholz